# ファンタジー〈幻想曲〉
『ファンタジー〈幻想曲〉』（ファンタジー げんそうきょく）は、日本の歌手中森明菜の3作目のスタジオ・アルバム。このアルバムは1983年3月23日にワーナー・パイオニア（現：ワーナーミュージック・ジャパン）よりリリースされた (LP: L-12570, CT: LKF-8070)。

## 背景
『ファンタジー〈幻想曲〉』は、中森の3枚目のスタジオ・アルバムとして、1983年3月23日にLP (L-12570)とCT (LKF-8070)の2形態で同時発売された。レコード盤の特典アイテムには、本人直筆による歌詞カードや、サイン入りポートレートが収められた。カセット初回20万本はグリーンカラーカセット仕様で発売された。同年6月25日には、スーパーディスクLP (SDM-15007)や、CD (35XL-1)でも発売された。
このアルバムの帯コピーは、「明菜は夢みます。明菜は翔きます。その可能性は無限です。サード・アルバム完成!!」であった。
本作では全曲に渡って萩田光雄が編曲を手掛けている。このアルバムの1曲目として配置された「明菜から……。」は、「明菜メッセージ」として、中森による語りかけが収められた。
本作発売前の1983年2月27日より、ファースト・スタジオ・アルバムの『プロローグ〈序幕〉』、2枚目の『バリエーション〈変奏曲〉』に加え、このアルバムを引っ提げた自身初の全国コンサート・ツアー『Akina Milkyway '83 春の風を感じて』が開催された。

## シングル
「セカンド・ラブ」が、本作からの先行シングルとして1982年11月10日に発売された。この楽曲は、1983年のオリコン年間シングルチャートでトップテン入りを果たした。

## 批評
週刊シネママガジンの澤田英繁は『ファンタジー〈幻想曲〉』について、「タイトル通りファンタジックな雰囲気も加味されている。」とコメントしている。

## チャート成績
『ファンタジー〈幻想曲〉』は、オリコン週間LPチャートの1983年4月4日付で初登場し、最高順位1位を記録以降1983年4月25日付まで4週連続で1位を獲得した。同チャートには、計26週に渡ってランクインしている。また、このアルバムのカセット盤もオリコンのカセットチャートにて、計26週に渡ってランクインしている。1983年度のオリコン年間アルバムチャートでは、4位を記録した。

## 収録曲
| 全編曲: 萩田光雄。 |                      |            |          |      |
| #                  | タイトル             | 作詞       | 作曲     | 時間 |
| 1.                 | 「明菜から……。」     |            | 萩田光雄 | 2:17 |
| 2.                 | 「瑠璃色の夜へ」     | 来生えつこ | 佐瀬寿一 | 3:40 |
| 3.                 | 「アバンチュール」   | 岡崎舞子   | 森一海   | 4:16 |
| 4.                 | 「にぎわいの季節へ」 | 大津あきら | 木森敏之 | 4:09 |
| 5.                 | 「傷だらけのラブ」   | 伊達歩     | 芳野藤丸 | 3:32 |

| 全編曲: 萩田光雄。 |                       |            |            |       |
| #                  | タイトル              | 作詞       | 作曲       | 時間  |
| 6.                 | 「目をとじて小旅行」  | 篠塚満由美 | 茂村泰彦   | 4:36  |
| 7.                 | 「セカンド・ラブ」    | 来生えつこ | 来生たかお | 4:26  |
| 8.                 | 「思春期」            | 売野雅勇   | 芹澤廣明   | 3:56  |
| 9.                 | 「More もっと恋して」 | 伊達歩     | 米倉良広   | 4:05  |
| 10.                | 「アイツはジョーク」  | 中里綴     | 福島邦子   | 3:27  |
| 合計時間:          | 合計時間:             | 合計時間:  | 合計時間:  | 38:24 |

| 全編曲: 萩田光雄。 |                                      |           |           |       |
| #                  | タイトル                             | 作詞      | 作曲      | 時間  |
| 11.                | 「鏡の中のJ」(「セカンド・ラブ」B面) | 三浦徳子  | 佐藤健    | 3:34  |
| 合計時間:          | 合計時間:                            | 合計時間: | 合計時間: | 41:58 |

## クレジット
『ファンタジー〈幻想曲〉』のライナー・ノーツより
| 参加ミュージシャン - キーボード: 山田秀俊、国吉良一 - ベース: 岡沢章、富倉安生、高水健司 - ドラム: 渡嘉敷祐一、滝本李延、島村英二、市原康 - ギター: 今剛、吉野藤丸、矢島賢 - フォーク: 吉川忠英 - ラテン: 石井宏太郎、鳴島英治 - ストリングス: 多弦楽グループ、加藤弦楽グループ - 鍵盤: 金山功 - トランペット: 数原グループ - トロンボーン: チャンピョングループ - サックス: 斉藤晴、Jake H. Conception - ハープ: 山川恵子 - コーラス: イブ、BUZZ、尾形道子 | スタッフ - ディレクター: 島田雄三 - ミキサー: 菊池功 - アシスタント・ミキサー: 草柳俊一 - フォトグラファー: 野村誠一 - スタイリスト: 東野邦子 - ヘア・メイク： 高橋正美 - デザイン: 持田恭男 - プロモーター: 田中良明 - セールス・プロモーター: 畠山政行 - プロデューサー: 野原三紗子（日本テレビ音楽） - マネージャー: 茅根浩康（研音）、名幸房則（研音）、柳沢秀昭（研音）、森山みどり（研音） |

## リリース履歴
| 発売日        | レーベル                                   | 規格                       | 品番          | 備考                                                |
| ------------- | ------------------------------------------ | -------------------------- | ------------- | --------------------------------------------------- |
| 1983年3月23日 | リプリーズ・レコード/ ワーナー・パイオニア | LP                         | L-12570       |                                                     |
| 1983年3月23日 | リプリーズ・レコード/ ワーナー・パイオニア | CT                         | LKF-8070      |                                                     |
| 1983年6月25日 | リプリーズ・レコード/ ワーナー・パイオニア | SD                         | SDM-15007     | スーパーディスク仕様                                |
| 1983年6月25日 | リプリーズ・レコード/ ワーナー・パイオニア | CD                         | 35XL-1        |                                                     |
| 1985年6月25日 | リプリーズ・レコード/ ワーナー・パイオニア | CD                         | 32XL-84       | 廉価盤、色分けビニール帯                            |
| 1991年8月17日 | リプリーズ・レコード/ ワーナー・パイオニア | CD                         | WPCL-412      | 廉価盤、紙帯                                        |
| 1996年4月25日 | リプリーズ・レコード/ ワーナー・パイオニア | CD                         | WPC6-8184     | 音泉1500シリーズ、Q盤                               |
| 2006年6月21日 | リプリーズ・レコード/ ワーナー・パイオニア | CD、デジタル・ダウンロード | WPCL-10278    | 紙ジャケット仕様完全生産限定盤                      |
| 2012年8月22日 | リプリーズ・レコード/ ワーナー・パイオニア | SACD/CDハイブリッド        | WPCL-11136    | 紙ジャケット仕様完全生産限定盤                      |
| 2014年1月29日 | リプリーズ・レコード/ ワーナー・パイオニア | CD                         | WPCL-11724    | 廉価盤、赤帯                                        |
| 2018年5月2日  | リプリーズ・レコード/ ワーナー・パイオニア | LP                         | WPJL-10085    | 初回生産限定盤、180g重量盤                          |
| 2022年9月21日 | リプリーズ・レコード/ ワーナー・パイオニア | 2CD                        | WPCL-13414～5 | オリジナル・カラオケ付 2022ラッカーマスターサウンド |

## 参照
1. 1 2  “iTunes - ミュージック - 中森明菜「ファンタジー〈幻想曲〉」”.  Apple. 2012年11月24日閲覧。
2. 1 2 3 4 5 6  『ALBUM CHART-BOOK COMPLETE EDITION 1970 〜 2005』オリコン・マーケティング・プロモーション、2006年4月25日、3、455-457、881頁頁。ISBN 4871310779。
3. 1 2  オリコンランキング情報サービス「you大樹」
4. ↑  “ファンタジー〈幻想曲〉 AKINA NAKAMORI THIRD | 中森明菜 | ワーナーミュージック・ジャパン - Warner Music Japan”.  ワーナーミュージック・ジャパン. 2011年7月30日閲覧。
5. 1 2  “中森明菜オフィシャルサイト » Album”.   Nakamoriakina.com. 2012年3月3日閲覧。
6. 1 2 3 4 5 6  『ファンタジー〈幻想曲〉』（LP）中森明菜、ワーナー・パイオニア、1983年3月23日。L-12570。
7. 1 2  “中森明菜 / ファンタジー（幻想曲）AKINA NAKAMORI THIRD [SA-CDハイブリッドCD] [紙ジャケット仕様] [限定] [CD] [アルバム] - CDJournal.com”.   音楽出版社. 2012年7月23日閲覧。
8. 1 2  澤田英繁 (2012年6月18日). “中森明菜 SACDボックスセット発売決定”.   週刊シネママガジン. 2013年7月4日閲覧。
9. ↑  (1983年) 中森明菜『Akina Milkyway '83 春の風を感じて』のツアー・パンフレット. 研音 (MILKY HOUSE)
10. ↑  “中森明菜 - バラード・ベスト -25th ANNIVERSARY SELECTION-[初回限定盤][+DVD] - UNIVERSAL MUSIC JAPAN”.  ユニバーサルミュージック合同会社. 2012年9月17日閲覧。
11. ↑  “中森明菜オフィシャルサイト » Single”.   Nakamoriakina.com. 2012年3月3日閲覧。
12. ↑  クラブハウス『オリコン No.1 HITS 500 1968〜1985 (上) オリコンチャート1位ヒットソング集』クラブハウス、1998年11月1日、211、214頁。ISBN 4906496121。
13. ↑  『AKINA』（4×12cmCD）中森明菜、ワーナーミュージック・ジャパン、1993年11月10日。WPCL-770〜3。
14. ↑  “ファンタジー（幻想曲）：中古CD：中森明菜：ブックオフオンライン”.  ブックオフオンライン. 2012年9月17日閲覧。
15. ↑  “ファンタジー〜幻想曲〜 - 中森明菜 - Yahoo!ミュージック”.  Yahoo! JAPAN. 2012年8月9日時点のオリジナルよりアーカイブ。2012年3月24日閲覧。
16. ↑  “中森明菜 / ファンタジー〈幻想曲〉 [再発] [CD] [アルバム] - CDJournal.com”.   音楽出版社. 2012年3月24日閲覧。
17. ↑  “中森明菜 / ファンタジー（幻想曲） [紙ジャケット仕様] [限定] [CD] [アルバム] - CDJournal.com”.   音楽出版社. 2012年3月24日閲覧。